# Bror Ræv
 Bror Ræv  viste sig som tegnefilmfigur i den af Walt Disney producerede spillefilm Song of the South, hvor en afroamerikaner fortæller børn eventyr og disse eventyr vises som tegnefilmsekvenser. Han er Bror Kanins fjende, der vil fange og æde ham og optræder også som sådan i tegneserierne. Han har ved flere lejligheder indgået alliance med Store Stygge Ulv.